# 莫羅納河
莫羅納河（西班牙語：Río Morona）是南美洲的河流，流經厄瓜多爾和秘魯，屬於馬拉尼翁河的支流，河道全長530公里，集水區面積16,100平方公里，發源自桑蓋火山東南面。
4°44′S 77°04′W / 4.733°S 77.067°W